# 薩爾曼·可汗
萨尔曼·阿敏·可汗（1976年10月11日—），暱稱萨尔·可汗（Sal Khan），生於美國路易斯安納州梅泰理，科技教育實踐家，以及免費網上教育平台及非營利機構可汗學院的創辦人。他制作了超過4,700個主要教授數學和科學的視頻並將其上傳到網上。由於他的教學方法簡單易明，影片一直大受歡迎。直至2012年6月30日，他在YouTube的頻道已經吸引了超過2億1千萬人次觀看。美國時代雜誌並推選可汗為2012年度的時代百大人物之一。

## 早期生活及學歷
可汗出生於美國路易斯安那州的新奧爾良，他的父親來自孟加拉的巴里薩爾，而他母親來自印度的加爾各答。可汗的母親為了獨力養大他，在新奧爾良有過一系列不同的工作和生計。可汗曾就讀於公共學校，他對此有這樣的回憶：「一些同學剛剛從監獄出來，其他的則往最好的大學進發。」他現在擁有多個學位，包括來自麻省理工學院的數學理學士、電子工程及電腦科學理學士、以及電子工程及電腦科學碩士，另他亦擭得哈佛大學商學院頒發的工商管理碩士。

## 事業
他的主要事业轨迹位于可汗学院和对冲基金。

### 可汗學院
2004年底，可汗開始使用雅虎的Doodle Notepad來教授表妹數學。當其他親戚朋友開始找他幫忙補習時，他決定錄製一些教學視頻並將其上傳到YouTube，以便學生使用。他的視頻迅速受到廣泛歡迎。於是，他在2009年辭去了分析員的工作，全心投入於教學視頻的製作。
可汗這樣形容他的使命：「要加快不同年紀學生的學習步伐。有着這樣的想法，我們希望向任何人分享對他們有用的材料。」他亦計劃增加如英國文學等的題材來擴展他這所「免費學校」。而非洲和亞洲的一些偏遠地區亦已開始使用可汗的影片作教授用途。當談及自己的動機，可汗說：
「當我用如此少的努力便能把知識賦予如此多的人時，我實在想不到還能怎樣更善用時間。」

### 对冲基金
在2010前，他是一名的分析員。

## 備受肯定
包括CNN、全國公共廣播電台及公共電視網在內的多個美國傳媒曾以薩爾曼·可汗的作專題報導。於2009年，可汗學院榮獲微軟科技教育獎。於2010年，Google向可汗學院捐款二百萬元美金來維持學院製作更多課程，並把核心內容翻譯至世界上各種被廣泛使用的語言。

## 個人生活
他的妻子Umaima Marvi是一名醫師，他們育有一名兒子和一名女兒，全家居住於加利福尼亞州的山景城。

## 外部連結
- 可汗學院 網站首頁 （页面存档备份，存于）
- TED上的薩爾曼·可汗
- Netflix’s Reed Hastings and Khan Academy's Salman Khan on the Future of Education （页面存档备份，存于）
- Sal Khan on Leading for Impact and Rethinking Education （页面存档备份，存于）
- If You Want to Change the World, EDUCATE the World - Sal Khan on Finding Mastery （页面存档备份，存于）